# Penkegnej
Penkegnej (rus. Пенкегней; Čukčijski: Pénkénéj) je zaljev Beringovog mora na istočnoj obali Čukotkog poluotoka, Rusija. Administrativno pripada Providenskom rajonu Čukotkog autonomnog okruga.

## Geografija
Penkegnej je fjord. Unutrašnjim dijelom proteže se u smjeru jugozapad/sjeveroistok oko 15 km, a zatim se savija i otvara prema jugoistoku oko 8 km do ušća. Imam prosječnu širinu od oko 4 km. Unutar zaljeva nalaze se dvije uvale i obalna laguna okružena prevlakom. Dva mala otoka, Merkinkan i Ačinkinkan, smještena su na ulazu u fjord na njegovoj sjevernoj strani, a iza točke na južnoj strani nalazi se mali zaljev Alera. Na obalama ovog zaljeva nema stalnih naselja.

## Povijest
Ovaj zaljev je prvi istražio opisao i kartografirao veznjak Makar Ratmanov tijekom Prve kamčatske ekspedicije u jesen 1828. koju je vodio ruski pomorac grof Fjodor Petrovič Litke.
Uvalu Penkigney kasnije u 19. stoljeću posjetio je Adolf Erik Nordenskiöld tijekom svoje ekspedicije Vega koja je prošla Sjeveroistočni prolaz. Nordenskiöld je zaljev nazvao "Zaljev Konyam":

## Vanjske poveznice
|  | Zajednički poslužitelj ima još gradiva o temi Penkegnej |

- Vrijeme u Penkigney Bayu